# A Jackson
A Jackson là một cầu thủ bóng đá người Anh thi đấu ở vị trí hậu vệ biên.
Jackson thi đấu 2 trận quốc nội cho Lincoln City trong mùa giải đầu tiên của đội ở Football League, ông cũng thi đấu một trận tại Cúp FA trước Newark